# Amy Gumenick
Amy Gumenick es una actriz sueca nacida el 17 de mayo de 1986 en Hudiksvall. Es conocida por interpretar a Mary Winchester en Supernatural y Carrie Cutter/Cupido en Arrow.

## Biografía
Gumenick nació en Hudiksvall, Provincia de Gävleborg. Es hija de padre ruso y madre polaca. Se graduó de la Universidad de California en Santa Bárbara en 2008, donde obtuvo un licenciatura en Bellas Artes con un énfasis en actuación.

### Carrera
El primer papel de Gumenick fue en un cortometraje titulado Sayonara Elviko, poco después apareció en Army Wives. A continuación, protagonizó una serie de webisodios para el programa de televisión My Own Worst Enemy, antes de ser elegida como la joven Mary Winchester en Supernatural.
Obtuvo papeles como invitada en How I Met Your Mother, Grey's Anatomy, Ghost Whisperer y Bones antes de ser fichada como la protagonista de la película de Lifetime Natalee Holloway.
Posteriormente apareció en episodios de Castle, No Ordinary Family, The Glades, The Closer, Grimm, CSI: Miami, CSI: NY y Rules of Engagement.
En 2014, ella comenzó interpretar personaje recurrente de Philomena en la serie AMC Turn: Washington's Spies. En agosto de 2014, se anunció que había sido elegida como Carrie Cutter/Cupido en la serie de CW Arrow.